# Europamesterskabet i fodbold 1980
Europamesterskabet i fodbold 1980 var det sjette EM i fodbold arrangeret af UEFA. Turneringen blev afholdt i to faser – først en kvalifikation, hvorfra syv hold gik videre til slutrunden sammen med det direkte kvalificerede værtsland, Italien. Slutrunden blev spillet i Italien i perioden 11. – 22. juni 1980.
Der var første gang at slutrunden havde deltagelse af otte hold, og der var også den første slutrunde, hvor værtslandet var udpeget inden kvalifikationen startede og dermed var direkte kvalificeret, uden at skulle spille kvalifikationskampe. Indtil da var værtslandet først blevet udpeget efter kvalifikationen, og slutrunderne havde kun haft deltagelse af fire hold og bestod kun af semifinalerne, bronzekampen og finalen.
Slutrunden fremkaldte ikke megen entusiasme fra tilskuere og tv-seere. Tilskuertallene var generelt lave, på nær i Italiens kampe, og mange hold spillede defensivt, hvilket gav en lang række kedelige kampe. Hooliganisme, der allerede var en stigende problem i 1970'erne, kom igen i overskrifterne i forbindelse med den indledende gruppekamp mellem England og Belgien, hvor politiet måtte anvende tåregas mod tilskuere, hvilket forsinkede kampens start.
De eneste lyspunkter var en ny generation af vesttyske stjerner som Hans-Peter Briegel, Horst Hrubesch, Hansi Müller og Karl-Heinz Rummenigge, og den inspirerede indsats af et offensivt indstillet belgisk hold (med de kommende stjerner Jan Ceulemans, Eric Gerets, Jean-Marie Pfaff og Erwin Vandenbergh), som uventet nåede finalen, hvor de dog tabte til Vesttyskland med 2-1. Horst Hrubesch scorede sejrsmålet for tyskerne to minutter før tid.

## Kvalifikationsturnering
De 31 deltagende hold var inddelt i syv kvalifikationsgrupper. De syv gruppevindere gik videre til slutrunden.
| Gruppe 1   | Kampe | Mål   | Point |
| ---------- | ----- | ----- | ----- |
| England    | 8     | 22-5  | 15    |
| Nordirland | 8     | 8-14  | 9     |
| Irland     | 8     | 9-8   | 7     |
| Bulgarien  | 8     | 6-14  | 5     |
| Danmark    | 8     | 13-17 | 4     |

| Gruppe 2 | Kampe | Mål   | Point |
| -------- | ----- | ----- | ----- |
| Belgien  | 8     | 12-5  | 12    |
| Østrig   | 8     | 14-7  | 11    |
| Portugal | 8     | 10-11 | 9     |
| Skotland | 8     | 15-13 | 7     |
| Norge    | 8     | 5-20  | 1     |

| Gruppe 3    | Kampe | Mål  | Point |
| ----------- | ----- | ---- | ----- |
| Spanien     | 6     | 13-5 | 9     |
| Jugoslavien | 6     | 14-6 | 8     |
| Rumænien    | 6     | 9-8  | 6     |
| Cypern      | 6     | 2-19 | 1     |

| Gruppe 4 | Kampe | Mål   | Point |
| -------- | ----- | ----- | ----- |
| Holland  | 8     | 20-6  | 13    |
| Polen    | 8     | 13-4  | 12    |
| DDR      | 8     | 18-11 | 11    |
| Schweiz  | 8     | 7-18  | 4     |
| Island   | 8     | 2-21  | 0     |

| Gruppe 5        | Kampe | Mål  | Point |
| --------------- | ----- | ---- | ----- |
| Tjekkoslovakiet | 6     | 17-4 | 10    |
| Frankrig        | 6     | 13-7 | 9     |
| Sverige         | 6     | 9-13 | 4     |
| Luxembourg      | 6     | 2-17 | 1     |

| Gruppe 6      | Kampe | Mål   | Point |
| ------------- | ----- | ----- | ----- |
| Grækenland    | 6     | 13-7  | 7     |
| Ungarn        | 6     | 9-9   | 6     |
| Finland       | 6     | 10-15 | 6     |
| Sovjetunionen | 6     | 7-8   | 5     |

| Gruppe 7     | Kampe | Mål  | Point |
| ------------ | ----- | ---- | ----- |
| Vesttyskland | 6     | 17-1 | 10    |
| Tyrkiet      | 6     | 5-5  | 7     |
| Wales        | 6     | 11-8 | 6     |
| Malta        | 6     | 2-21 | 1     |

## Slutrunde

### Indledende runde
De otte hold blev inddelt i to grupper med fire hold, hvorfra vinderne gik videre til finalen, mens toerne gik videre til bronzekampen (altså ingen semifinaler).
| Dato  | Kamp                           | Res. | Sted   |
| ----- | ------------------------------ | ---- | ------ |
| 11.6. | Tjekkoslovakiet - Vesttyskland | 0-1  | Rom    |
| 11.6. | Holland - Grækenland           | 1-0  | Napoli |
| 14.6. | Vesttyskland - Holland         | 3-2  | Napoli |
| 14.6. | Grækenland - Tjekkoslovakiet   | 1-3  | Rom    |
| 17.6. | Holland - Tjekkoslovakiet      | 1-1  | Milano |
| 17.6. | Grækenland - Vesttyskland      | 0-0  | Torino |

| Gruppe 1        | Kampe | Mål | Point |
| --------------- | ----- | --- | ----- |
| Vesttyskland    | 3     | 4-2 | 5     |
| Tjekkoslovakiet | 3     | 4-3 | 3     |
| Holland         | 3     | 4-4 | 3     |
| Grækenland      | 3     | 1-4 | 1     |

| Dato  | Kamp              | Res. | Sted   |
| ----- | ----------------- | ---- | ------ |
| 12.6. | Belgien - England | 1-1  | Torino |
| 12.6. | Spanien - Italien | 0-0  | Milano |
| 15.6. | Belgien - Spanien | 2-1  | Milano |
| 15.6. | England - Italien | 0-1  | Torino |
| 18.6. | Spanien - England | 1-2  | Napoli |
| 18.6. | Italien - Belgien | 0-0  | Rom    |

| Gruppe 2 | Kampe | Mål | Point |
| -------- | ----- | --- | ----- |
| Belgien  | 3     | 3-2 | 4     |
| Italien  | 3     | 1-0 | 4     |
| England  | 3     | 3-3 | 3     |
| Spanien  | 3     | 2-4 | 1     |

### Bronzekamp
| Dato  | Kamp                                                     | Res. | Sted | |
| ----- | -------------------------------------------------------- | --- | --- | --- |
| 21.6. | Italien - Tjekkoslovakiet                                | 1-1 | Stadio San Paolo, Napoli | |
|       | Tjekkoslovakiet vandt 9-8 i straffesparkskonkurrence.    | | | |
|       | 0-1 Ladislav Jurkemik (54.) 1-1 Francesco Graziani (73.) | Straffesparkskonkurrence: 1-0 Franco Causio 1-1 Marián Masný 2-1 Alessandro Altobelli 2-2 Zdeněk Nehoda 3-2 Giuseppe Baresi 3-3 Anton Ondruš 4-3 Antonio Cabrini 4-4 Ladislav Jurkemik 5-4 Romeo Benetti 5-5 Antonín Panenka 6-5 Francesco Graziani 6-6 Koloman Gögh 7-6 Gaetano Scirea 7-7 Miroslav Gajdůšek 8-7 Marco Tardelli 8-8 Ján Kozák Fulvio Collovati brændte 8-9 Jozef Barmoš | Straffesparkskonkurrence: 1-0 Franco Causio 1-1 Marián Masný 2-1 Alessandro Altobelli 2-2 Zdeněk Nehoda 3-2 Giuseppe Baresi 3-3 Anton Ondruš 4-3 Antonio Cabrini 4-4 Ladislav Jurkemik 5-4 Romeo Benetti 5-5 Antonín Panenka 6-5 Francesco Graziani 6-6 Koloman Gögh 7-6 Gaetano Scirea 7-7 Miroslav Gajdůšek 8-7 Marco Tardelli 8-8 Ján Kozák Fulvio Collovati brændte 8-9 Jozef Barmoš | Straffesparkskonkurrence: 1-0 Franco Causio 1-1 Marián Masný 2-1 Alessandro Altobelli 2-2 Zdeněk Nehoda 3-2 Giuseppe Baresi 3-3 Anton Ondruš 4-3 Antonio Cabrini 4-4 Ladislav Jurkemik 5-4 Romeo Benetti 5-5 Antonín Panenka 6-5 Francesco Graziani 6-6 Koloman Gögh 7-6 Gaetano Scirea 7-7 Miroslav Gajdůšek 8-7 Marco Tardelli 8-8 Ján Kozák Fulvio Collovati brændte 8-9 Jozef Barmoš |

### Finale
| Dato  | Kamp                                                                               | Res.                                                                               | Sted                 |
| ----- | ---------------------------------------------------------------------------------- | ---------------------------------------------------------------------------------- | -------------------- |
| 22.6. | Vesttyskland - Belgien                                                             | 2-1                                                                                | Stadio Olimpico, Rom |
|       | 1-0 Horst Hrubesch (10.) 1-1 René Vandereycken (str. 75.) 2-1 Horst Hrubesch (88.) | 1-0 Horst Hrubesch (10.) 1-1 René Vandereycken (str. 75.) 2-1 Horst Hrubesch (88.) | 47.864 tilskuere     |

### Stadioner
| Stadion          | By     | Kapacitet |
| ---------------- | ------ | --------- |
| Stadio Olimpico  | Rom    | 86.500    |
| Giuseppe Meazza  | Milano | 85.700    |
| Stadio San Paolo | Napoli | 72.800    |
| Stadio Comunale  | Torino | 50.000    |

## Statistik

### Målscorer
| 3 mål - Klaus Allofs 2 mål - Horst Hrubesch - Zdenek Nehoda - Kees Kist 1 mål - Jan Ceulemans - Julien Cools - Eric Gerets - René Vandereycken - Ladislav Jurkemik | - Antonín Panenka - Ladislav Vízek - Trevor Brooking - Ray Wilkins - Tony Woodcock - Karl-Heinz Rummenigge - Nikos Anastopoulos - Francesco Graziani - Marco Tardelli - Johnny Rep - Willy van de Kerkhof - Dani - Quini |

## Europamestrene
- Målmand: Harald Schumacher.
- Forsvar: Bernard Dietz, Bernd Förster, Karl-Heinz Förster, Manfred Kaltz.
- Midtbane: Hans-Peter Briegel, Bernhard Cullmann, Felix Magath, Lothar Matthäus, Caspar Memering, Hansi Müller, Bernd Schuster, Uli Stielike, Mirko Votava.
- Angreb: Klaus Allofs, Karl Del'Haye, Horst Hrubesch, Karl-Heinz Rummenigge.
- Træner: Jupp Derwall.